# Borgo San Cesareo
Borgo San Cesareo è una frazione del comune italiano di Albanella (provincia di Salerno), da cui dista 9 km.

## Geografia fisica

### Territorio
La frazione Borgo San Cesareo si sviluppa tra il fiume Calore lucano e la Strada Provinciale nº11 che da Ponte Barizzo (frazione di Capaccio) porta alla frazione Matinella.

### Idrografia

#### Fiumi
Il territorio della frazione è attraversato da due fiumi, molto importanti nell'idrografia provinciale, il Sele ed il suo affluente il Calore lucano.

### Clima
La stazione meteorologica più vicina è quella di Capaccio-Paestum.

## Storia
Nell'ottobre del 1950, il governo varò un insieme di provvedimenti legislativi che, nel loro complesso, presero il nome di Riforma agraria. Tali provvedimenti, attuati in specifici comprensori situati nel Mezzogiorno (Campania, Lazio, Puglia ecc..) ebbero l'obiettivo di espropriare parte delle terre dei grandi proprietari (Latifondisti) per suddividerle in Poderi da assegnare ai braccianti e contadini, coltivatori manuali della terra, che ne facevano richiesta. Così nasce la piccola frazione di Borgo San Cesareo. Il toponimo è legato a san Cesario, diacono e martire di Terracina (nella chiesa di San Giuseppe si conserva un dipinto dell'antico protettore della frazione). 
Il 14 dicembre del 1958 fu ultimata la costruzione di trentasei casette, che andavano a costituire il nucleo della nuova frazione, assegnate ai braccianti e si svolse una cerimonia di inaugurazione con autorità e giornalisti provenienti da tutt'Italia. All'epoca l'idea era quella di creare un nuovo paese, al centro della piana del Sele, che con l'arrivo di nuovi abitanti e nuove generazioni si sarebbe ingrandito fino a divenire autonomo. Questo non è mai avvenuto, e Borgo San Cesareo è rimasto sempre frazione di Albanella, in particolare perché, negli anni sessanta, la nascita della frazione Santa Cecilia del comune di Eboli, sorta a poca distanza ma direttamente lungo la strada statale 18, ha rappresentato il vero centro della piana del Sele con un conseguente sviluppo demografico costante a discapito di Borgo San Cesareo.
La scelta del luogo, avvenuta nel 1950, poteva sembrare ostico, visti gli allagamenti stagionali dovuti alle piene del vicinissimo fiume Sele, ma aveva una forte memoria storica essendo gli stessi luoghi dove meno di un decennio prima gli Alleati ed i tedeschi si erano fronteggiati per molti giorni, in durissimi ed incerti combattimenti, in seguito all'operazione Avalanche che con lo sbarco alla foce del Sele portò alla Campagna d'Italia.
Per popolare la frazione e la piccola costellazione di masserie arrivarono famiglie dai centri abitati che insistevano sui monti e colline circostanti, Altavilla Silentina, Serre, Roccadaspide e anche dal capoluogo Albanella.

### 50º Anniversario
Il 14 dicembre 2008 la frazione di Borgo San Cesareo ha festeggiato il cinquantesimo anniversario della sua inaugurazione con una serie di iniziative. In chiesa si è tenuta una celebrazione solenne, con testimonianze e consegne di un attestato/ricordo agli eredi degli assegnatari.
Inoltre, è stato presentato e distribuito il libro "San Cesareo è Piccirillo" di Antonio Petraglia, Emilia Verderame ed Antonio Manco che raccoglie documenti, immagini e ricordi dei primi 50 anni del paese.

### 60º Anniversario
Il 14 dicembre 2018 la frazione di Borgo San Cesareo ha festeggiato il sessantesimo anniversario. 
Hanno partecipato ai festeggiamenti Antonio Petraglia, ed Emilia Verderame, che dieci anni prima avevano scritto il libro “San Cesario è piccirillo”, supportati dall’associazione “La Panchina”. Durante le celebrazioni vengono presentate anche una mostra fotografica a cura di Adriano Verderame ed Emilio Arenare ed un docufilm, dal titolo  "Trentasei case bianche", appositamente realizzati.

## Sport

### Impianti sportivi
Campo di calcio San Cesareo